# Dom Pomocy Społecznej w Pleszewie
Dom Pomocy Społecznej w Pleszewie – dom pomocy społecznej w Pleszewie.

## Historia
Dom został otwarty 8 sierpnia 1854 w odpowiedzi na rosnące zapotrzebowanie na opiekę nad dziećmi pozbawionymi rodziców. Obiekt miał formę ewangelickiego domu pomocy dla chłopców i służył osobom z terenu powiatu pleszewskiego oraz innych pobliskich powiatów. Organizatorem placówki był pastor Karol Strecker, a od 1905 kierował nią pastor Jost z Sobótki. W 1916 zespół rozbudowano o nowe obiekty i nadano mu nazwę Zakładów im. Josta-Streckera. Wkrótce otwarto trzy nowe oddziały: przytułek dla nieuleczalnie chorych, dom dla kalek i dom dla sióstr z oddziałem pielęgnacyjnym dla osób chorych. W 1932 dyrektorem został pastor Joachim Scholz (władza nadzorcza należała wówczas do państwa polskiego). W okresie międzywojennym w domu przy ul. Malińskiej 9 i Podgórnej 2 zamieszkiwało 49 wychowanków obojga płci, natomiast w obiektach przy ul. Malińskiej 24 i pl. Wolności 5 przebywało 151 pensjonariuszy. W czasie II wojny światowej do zakładów przyłączono katolicki Dom Sierot przy ul. Podgórnej 14.
21 stycznia 1945 pastor Scholz i jego rodzina opuścili Pleszew, a kierownikiem domu został Kazimierz Nowaczyk, który zmarł w 1953. Kierownictwo przejęła wówczas jego małżonka, Maria Nowaczyk. Placówka wspierała przede wszystkim osoby starsze, wdrażając różne formy terapii, w tym zajęciową, opartą na doświadczeniach życiowych pensjonariuszy. Od 1966 domem kierował Ignacy Jachimiak (pod jego zarządem w zakładach mieszkało około 250 podopiecznych). Silny nacisk na terapię zajęciową położył jeden z kolejnych kierowników, Henryk Staszak. Zbudował on m.in. kręgielnię. Od 1969 kierowniczką był Małgorzata Staszewska, która wybudowała nową pralnię w oparciu o budynek gospodarczy. Kierownik Jan Banaszyński zainicjował przebudowę starej sali widowiskowej przy ul. Podgórnej na Dom Dziennego Pobytu. W 1978 dom utracił samodzielność organizacyjną, by odzyskać ją w 1981. Dyrektor Jan Rybak otworzył przy placówce gabinet rehabilitacyjny. W latach 80. XX wieku obiektowi nadano nazwę Państwowy Dom Pomocy Społecznej dla Przewlekle Chorych. Od 1986 dyrektorem domu był Mieczysław Kołtuniewski, który rozbudował socjalną część zespołu. Przed 1995 obiekty wyremontowano, a potem uruchomiono specjalistyczne gabinety lekarskie, zabiegowe i rehabilitacyjne. W 1997 podzielono placówkę na części dla osób somatycznie i psychicznie chorych. W 2007 dyrektorem został Grzegorz Grygiel, który przeprowadził remont części przy ul. Malińskiej. Kolejne remonty zrealizowano w 2010 i 2012.